# جارليت
الجارليت (بالإنجليزية: jarlite)‏، هو أحد معادن الفلوريد صيغته الكيميائية Na(Sr,Ca)3Al3F16 يتواجد في إيفيغتوت في غرينلاند، ويتكون في فجوات في رواسب الكرايوليت بمعية فلوريدات أخرى. سُمي نسبةً إلى العالم الدنماركي كارل فردريك يارل [الدانمركية] (1872 – 1951).
1. ↑  مذكور في: Fleischer’s Glossary of Mineral Species 2014. المُؤَلِّف: Malcolm E. Back. الناشر: The Mineralogical Record. تاريخ النشر: 2014.